# Leipzig (Schiff, 1877)
Die Leipzig war eine Gedeckte Korvette, bzw. ab 1884 Kreuzerfregatte, der deutschen Kaiserlichen Marine, die 1877 in Stettin gebaut und 1921 in Wilhelmshaven abgewrackt wurde. Ihr Name bezog sich nicht auf die Stadt Leipzig, sondern auf die Völkerschlacht bei Leipzig von 1813. Sie war an zahlreichen Unternehmungen der deutschen Kolonialpolitik beteiligt sowie ein Instrument deutscher Kanonenbootpolitik. Von 1888 bis 1892 war sie das Flaggschiff des Permanenten Kreuzergeschwaders. Sie war das Typschiff der Leipzig-Klasse, zu der weiterhin noch die Prinz Adalbert gehörte.
Nach dem Deutsch-Französischen Krieg startete die neu gegründete Kaiserliche Marine ein Expansionsprogramm zur Stärkung der Flotte. Die beiden Korvetten der Leipzig- Klasse wurden im Rahmen des Flottenplans von 1873 bestellt, der insgesamt zwanzig ungepanzerte Korvetten vorsah, von denen zwölf bereits in Betrieb oder im Bau waren. Die Schiffe sollten als Flottenaufklärer und auf ausgedehnten Einsatzfahrten in überseeischen Interessensgebieten des deutschen Kaiserreichs Dienst tun. Der Stapellauf der Leipzig war am 13. September 1875 und am 1. Juni 1877 folgte die Indienststellung. Als Hauptbewaffnung verfügte das Schiff über eine Batterie von zwölf 17-cm-Ringkanonen und dazu über ein vollständiges Segelrigg, um die ebenfalls vorhandene Dampfmaschine auf langen Einsatzfahrten in Übersee zu ergänzen. Bei einem späteren Umbau wurden außerdem vier 35-cm-Torpedorohre installiert.
Die Leipzig unternahm während ihrer Karriere drei große Einsatzfahrten nach Übersee, die sie jedes Mal um den Planeten herum führten. Die erste ging von Ende 1878 bis Ende 1880 als Schulschiff zunächst nach Westindien, später westlich über den Pazifik nach Japan und von dort zurück nach Europa. Bei der zweiten Reise von Ende 1882 bis Ende 1884 ging es zunächst erneut auf der westlichen Route nach Ostasien und dann über Westafrika, wo das Schiff an der Inbesitznahme der dortigen deutschen Kolonien beteiligt war, zurück. Die dritte Reise erfolgte ab Mitte 1888 zunächst nach Ostafrika, dann über Asien östlich in die Südsee und nach Südamerika. Von dort ging es erneut nach Afrika und Ostasien, bevor das Schiff bis 1893 die Heimreise nach Europa antrat.
Nachdem die Leipzig nach Deutschland zurückgekehrt war, wurde entschieden, dass der Umbau in ein Schulschiff zu kostspielig wäre und das Schiff wurde lediglich noch als Hulk genutzt und erst 1921 verschrottet.

## Geschichte

### Weltreise 1877–1879

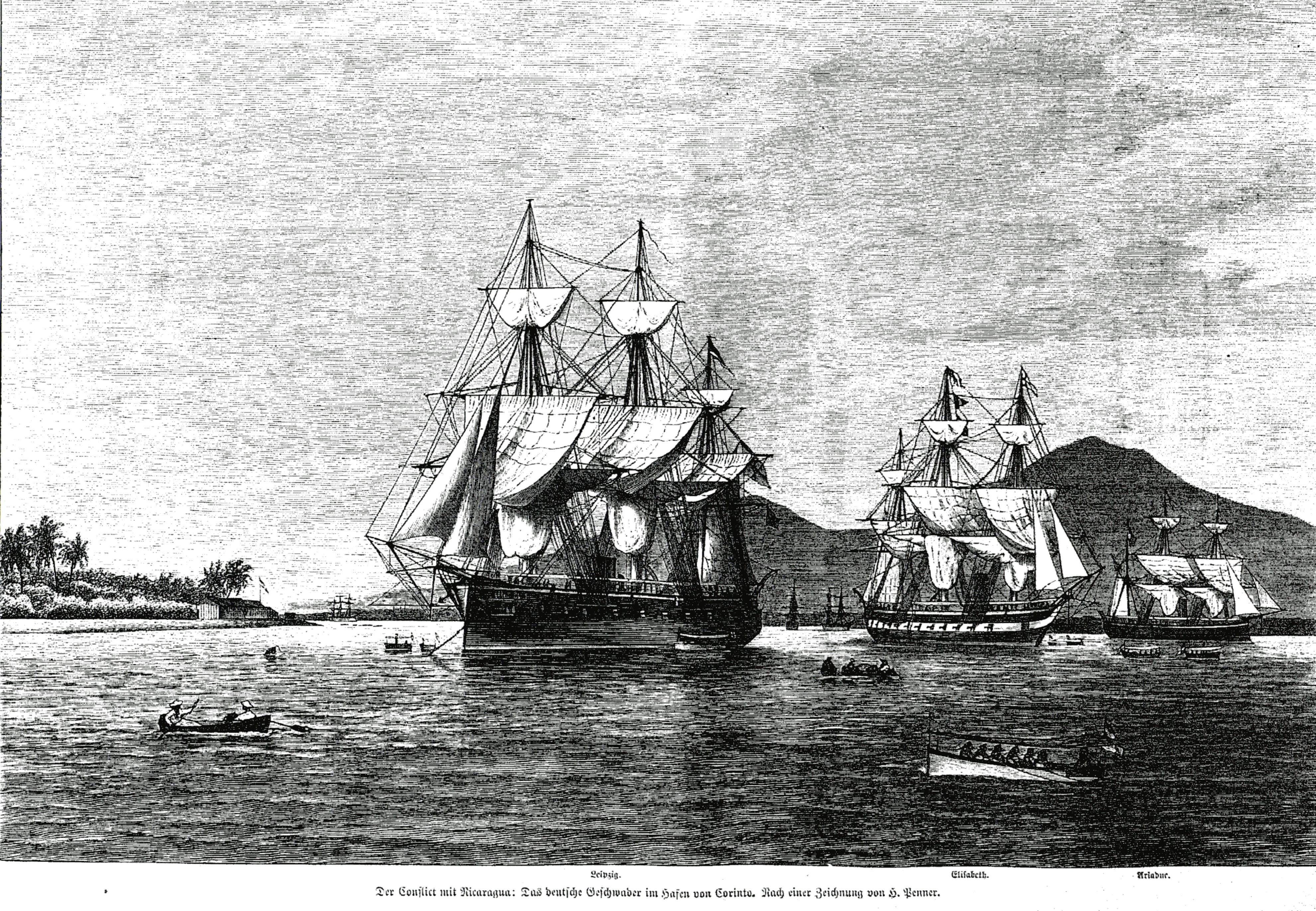
Das Zentralamerikanische Geschwader vor Corinto März 1878 Von links SMS Leipzig Elisabeth Ariadne Zeichnung von H Penner Illustrirte Zeitung 13 Juli 1878

Nach ihrer Indienststellung wurde die Korvette ab dem 6. Oktober 1877 als Seekadettenschulschiff unter Korvettenkapitän Karl Paschen auf eine Weltreise entsandt. Dabei war sie im März 1878 Teil einer deutschen Marinedemonstration in Corinto/Nicaragua im Kontext der Eisenstuck-Affäre. Nach dem Ende der Affäre besuchte die Leipzig mexikanische und US-amerikanische Häfen. Im Juli 1878 traf sie in Japan ein. Im April 1879 besuchte sie chinesische Häfen und kehrte dann über Singapur, Kapstadt und Plymouth am 27. September 1879 nach Kiel zurück.

### Weltreise 1882–1884
Nach einigen Umbauten, u. a. dem Einbau von vier Torpedorohren, trat die Leipzig am 19. Oktober 1882 ihre zweite Weltreise an. Im Juni 1883 wurde sie dem Ostasiatischen Kreuzergeschwader zugeteilt. Ende 1883 transportierte sie den deutschen Generalkonsul in Schanghai, Zappe, nach Tschemulpo, der dort den ersten deutsch-koreanischen Handelsvertrag unterzeichnete. Damit verbunden war der Besuch einiger Schiffsoffiziere sowie des Musikkorps am Hof von König Taiwen-kun in Seoul. Im März 1884 schied die Leipzig aus dem Kreuzergeschwader aus und trat die Heimreise an. Vor Borneo bzw. in der Nähe von Sandakan lief das Schiff auf und musste in Singapur sieben Wochen lang repariert werden. In dieser Zeit brach eine Fieberepidemie an Bord aus, so dass ein Teil der erkrankten Besatzung ausgeschifft werden musste.
Auf der weiteren Rückreise wurde die Leipzig überraschend zur Teilnahme an der Inbesitznahme der deutschen Kolonien in Westafrika (Deutsch-Südwestafrika, Kamerun und Togo) befohlen. Am 6. August 1884 nahm sie an der Proklamation zur Inbesitznahme von Deutsch-Südwestafrika vor Angra Pequeña teil. Am 30. August 1884 traf sie zur Unterstützung des deutschen Reichskommissars Gustav Nachtigal vor Fernando Poo ein und wurde von ihm beauftragt, zur Sicherung der deutschen Herrschaft in verschiedenen Küstenorten Kameruns die deutsche Flagge zu hissen. Dies erfolgte am 5. September 1884 auch vor Porto Seguro und Klein-Popo im späteren Deutsch-Togo. Am 9. Oktober 1884 lief das Schiff wieder in Wilhelmshaven ein.

### Umbau
Am 25. November 1884 wurde die Leipzig als Kreuzerfregatte klassifiziert und einer Grundüberholung unterzogen. Das Schiff erhielt eine neue Maschinenanlage und einen zweiten Schornstein. Da das Schiff als Flaggschiff des Kreuzergeschwaders vorgesehen war, wurden außerdem die Räumlichkeiten zur Unterbringung eines Admirals samt Stab verändert. Nach diversen technischen Schwierigkeiten, die sich durch die Umbaumaßnahmen ergaben, wurde das Schiff erst im April 1888 wieder in Dienst gestellt.

### Dritte Einsatzfahrt

#### Im Araberaufstand in Ostafrika 1888/89
Ihren dritten Auslandseinsatz begann die Leipzig am 14. Juni 1888 als Ablösung für das Flaggschiff des Permanenten Kreuzergeschwaders, die Korvette Bismarck. Der neue Geschwaderkommandant, Konteradmiral Karl August Deinhard, war selbständig mit einem Passagierschiff dorthin unterwegs. Die Leipzig hielt am 16. Juli in Aden an, wo sie die Bismarck offiziell als Flaggschiff ablöste, und fuhr nach Sansibar, wo sie am 2. August ankam.
Als Flaggschiff des Kreuzergeschwaders unter Deinhard war die Leipzig an der Niederschlagung des Aufstands der ostafrikanischen Küstenbevölkerung (auch als „Araberaufstand“ bezeichnet) in der Küstenregion des späteren Deutsch-Ostafrika beteiligt. Am 8. Mai 1889 nahm auch ein Landungskorps der Kreuzerfregatte an der Erstürmung des Buschiri-Lagers bei Bagamojo teil. Ein weiteres Landungskorps nahm an der Eroberung von Pangani am 8. Juli 1889 teil.
Nach der Beendigung des Aufstands wurde die Leipzig in Kapstadt überholt.

#### Ostasien 1890–1891
Nach einem Zwischenaufenthalt im Mittelmeer lief die Kreuzerfregatte Anfang 1890 nach Ostasien aus und unterstand ab Mai dem neuen Chef des Kreuzergeschwaders, Konteradmiral Victor Valois. In dieser Zeit versah sie Routinedienst und besuchte u. a. auch Neuseeland und Samoa. Anfang 1891 wurden chinesische Häfen besucht.

#### Chilenischer Bürgerkrieg
Im Mai 1891 erhielt Admiral Valois den Befehl, deutsche Interessen im chilenischen Bürgerkrieg zu schützen. Auf der Anreise nach Chile gingen der Leipzig die Kohlen aus, so dass sie 97 Stunden lang geschleppt werden musste. Als sich der Bürgerkrieg im August 1891 zuspitzte, setzte die Leipzig Ende des Monats zusammen mit der britischen Champion ein Landungskorps in Valparaíso aus, um deutsch bzw. britisch bewohnte Stadtviertel zu schützen.

#### Südafrika
Nach dem Ende des chilenischen Bürgerkriegs besuchte die Leipzig verschiedene südamerikanische Häfen und wurde in Kapstadt erneut überholt. Im März 1892 ankerte sie in der Delagoa-Bucht, von wo aus eine Besucherdelegation unter dem neuen Chef des Kreuzergeschwaders, Konteradmiral Friedrich von Pawelsz, den Präsidenten der Burenrepublik Transvaal, Paul Kruger, besuchte.

### Ende der aktiven Dienstzeit
Bei einem erneuten Reparaturaufenthalt in Kapstadt stellte sich heraus, dass das Schiff aufgrund starker Abnutzungserscheinungen einer weiteren Grundüberholung unterzogen werden musste, selbst wenn dafür das Kreuzergeschwader aufgelöst werden musste. Die Leipzig kehrte daher im Frühjahr 1892 nach Wilhelmshaven zurück. Eine Untersuchung ergab, dass eine Verwendung für überseeische Tätigkeiten ausgeschlossen war, der Rumpf jedoch gut genug war, um ihn als Wohnhulk zu nutzen. In dieser Funktion diente sie noch 25 Jahre. So wurde auf ihr die Funktelegraphie-Schule der Marine eingerichtet. Im Ersten Weltkrieg diente sie U-Boots-Schülern als Quartier.
Am 5. Mai 1919 legte sie sich plötzlich im Hafenbecken auf die Seite, wobei niemand zu Schaden kam, da sich keine Personen an Bord befanden. Sie wurde erst 1921 wieder gehoben und dann abgewrackt.

## Kommandanten
| 1. Juni 1877 bis 12. Juni 1877       | Korvettenkapitän Paul Zirzow                                |
| 13. September bis 18. Oktober 1879   | Korvettenkapitän / Kapitän zur See Carl Paschen             |
| 3. Oktober 1882 bis 22. Oktober 1884 | Korvettenkapitän / Kapitän zur See Otto Herbig              |
| 1. September bis 20. Oktober 1886    | Korvettenkapitän Herbing                                    |
| 12. Oktober bis 12. November 1887    | Korvettenkapitän Herbing                                    |
| 6. April bis August 1888             | Korvettenkapitän Eduard Hartog                              |
| August 1888 bis Februar 1889         | Kapitän zur See Franz Strauch                               |
| Februar bis März 1889                | Kapitänleutnant Hermann da Fonseca-Wollheim (in Vertretung) |
| 31. März 1889 bis 4. November 1890   | Kapitän zur See Max Plüddemann                              |
| November 1890 bis Oktober 1892       | Kapitän zur See Fritz Rötger                                |
| 16. Oktober 1892 bis 2. Juni 1893    | Kapitän zur See Richard Hornung                             |